# Joseph Luns

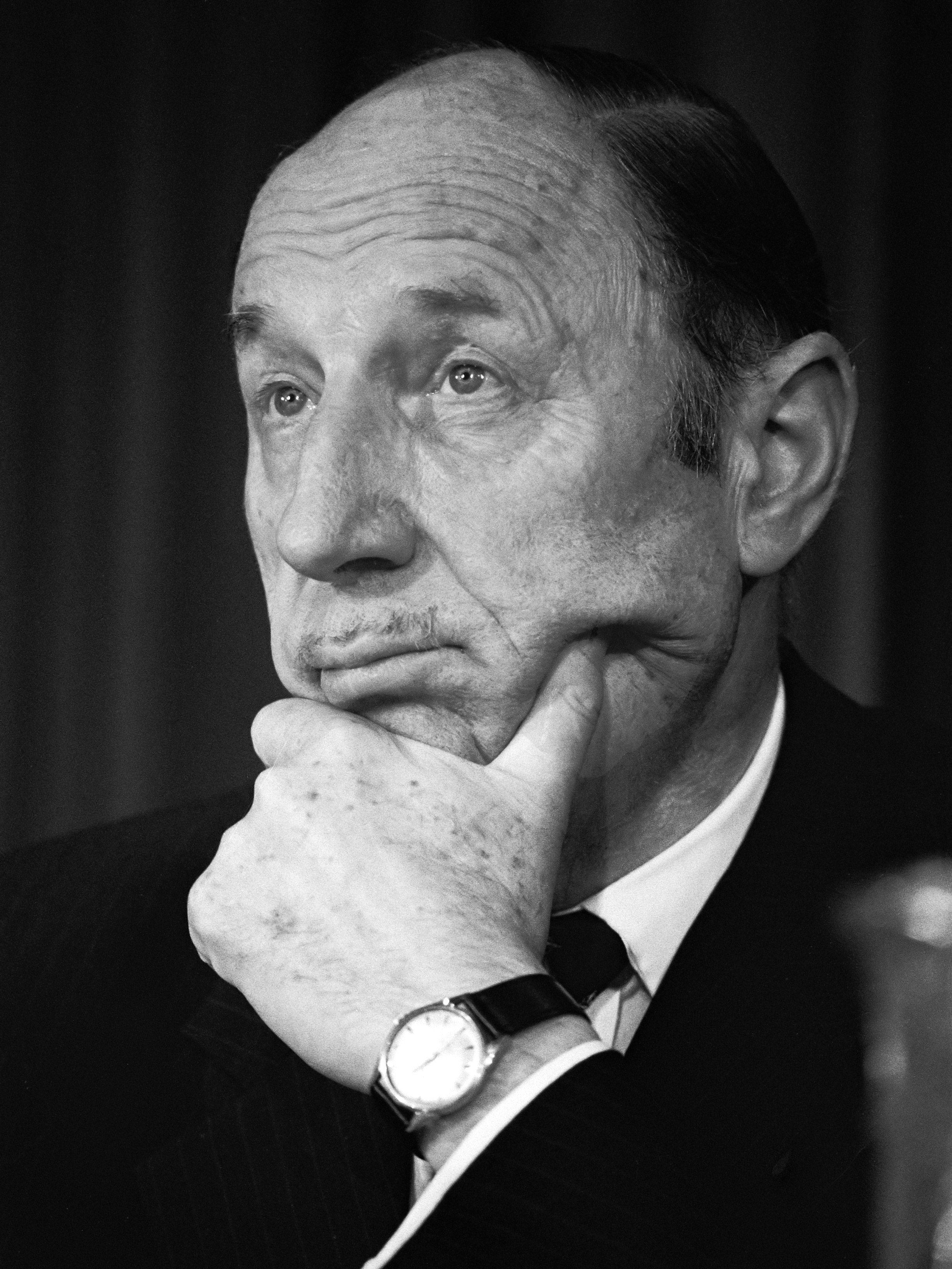
Joseph Antoine Marie Hubert Luns (1979)

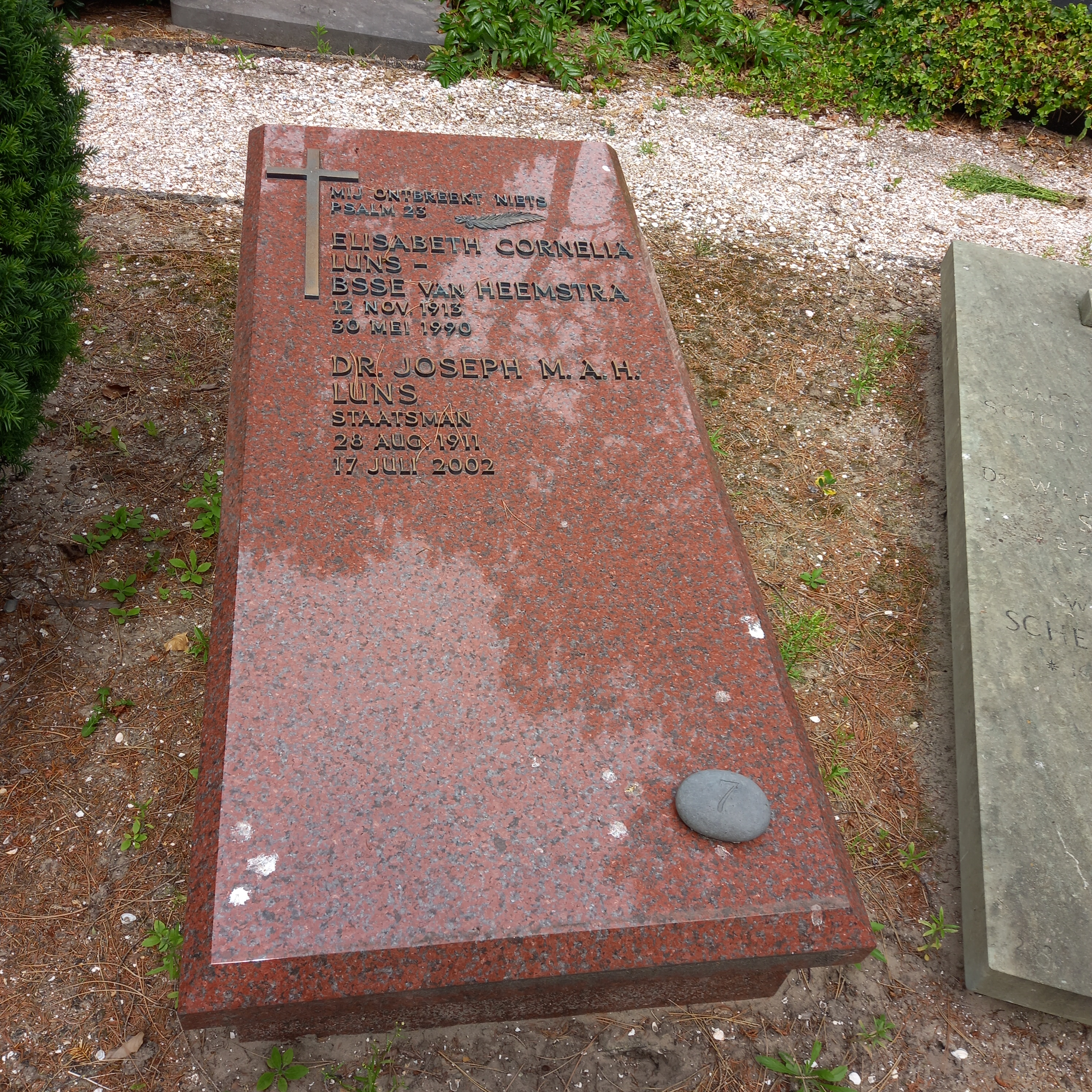
Das Grab von Joseph Luns und seiner Ehefrau Elisabeth Bsee van Heemstra auf dem katholischen Friedhof St. Petrus Banden in Den Haag

Joseph Antoine Marie Hubert Luns (* 28. August 1911 in Rotterdam; † 17. Juli 2002 in Brüssel) war ein niederländischer Politiker, Diplomat, Außenminister von 1952 bis 1971 sowie von 1971 bis 1984 NATO-Generalsekretär.

## Leben
Er besuchte Schulen in Amsterdam und Brüssel. Im Alter von 20 Jahren ging er als Matrose ein Jahr zur Koninklijke Marine (Niederländische Marine).
Von 1933 bis 1936 war er Mitglied des NSB, der nationalsozialistischen Partei, obwohl dies Katholiken von den Bischöfen verboten war. Erst 1979 wurde diese Mitgliedschaft enthüllt, und Luns zwang seinen Bruder zu behaupten, dieser habe ihn ohne sein Wissen angemeldet.
1937 schloss er sein Studium der Rechtswissenschaften an der Universität Leiden und der Universität Amsterdam ab, anschließend studierte er noch an der London School of Economics und der Friedrich-Wilhelms-Universität zu Berlin, bevor er in die Außenpolitik ging. Während des Zweiten Weltkrieges war er Botschafter der Niederlande in der Schweiz, Portugal und in Großbritannien.
Im Jahr 1949 ging er bis 1952 als UN-Botschafter der Niederlande nach New York. In den darauf folgenden Jahren war er (als Mitglied der katholischen Volkspartei) zunächst gemeinsam mit Johan Willem Beijen, Außenminister in verschiedenen Regierungen. 1957 unterzeichnete er für sein Land die Römischen Verträge.
1971 übernahm er das Amt des NATO-Generalsekretärs von Manlio Brosio, das er bis 1984 innehatte. Er ist damit bis heute der NATO-Generalsekretär mit der längsten Amtszeit. Ihm folgte Peter Carington, 6. Baron Carrington.

## Auszeichnungen u.a.
- Großkreuz der Ehrenlegion (1954)
- Karlspreis der Stadt Aachen (1967)
- Gustav-Stresemann-Medaille (1968)
- Order of the Companions of Honour (1971)
- Joseph-Bech-Preis (1979)
- Großkreuz des Ordens des Infanten Dom Henrique (1984)
- Presidential Medal of Freedom (1984)
- Atatürk-Friedenspreis (1986)